# MISS EACH OTHER
『MISS EACH OTHER』（ミス・イーチ・アザー）は、2004年4月30日にオーバーフローより発売されたアダルトゲームである。略称は『MEO』。
シナリオはメイザーズぬまきち、原画は西E田が担当。

## 概要
ブランドの第8作に当たる本作は、幼馴染の少年と少女の揺れ動く恋愛模様を描くと同時に、人間の心の暗い欲望なども生々しく描いている。このような方向性になった理由について、メイザーズぬまきちは2020年にアダルトゲーム雑誌『BugBug』によるインタビューの中で、本作の開発と並行して進めていた家庭用ゲーム機向け受託作品との違いを出すことや、『ファーゴ』のような読後感を入れたいと考えたこと、そして、ツリー型分岐を生かしてエンディングの多様性を出すことなどを挙げている。また、本編にアニメーションを導入する試みが行われており、後にこの取り組みは『School Days』にて本格化した。
なお、作品内の時系列は『PureMail -ピュアメール-』の3年後であることが公表されているほか、後の『Cross Days』の第1話における足利勇気と黒田光の会話によれば、同作品の半年前である模様。

## あらすじ
葵学園へ通う主人公・柴 瑤二（しば ようじ、声：NARU）とヒロイン・森 みさお（もり -、声：上野みつき）は幼馴染であるが、仲良しな幼少時に瑤二の行ったとある行為が元で、現在では疎遠かつ犬猿の仲と化してしまっていた。やがて、卒業が近付いたある日、瑤二とみさおに別々の学園への進学が決まる。
刺々しい態度の裏でみさおへの想いを持ち続けていた瑤二は、せめてもの思い出作りにと自宅からデジタルカメラを持ち出す。

## 登場人物
柴 瑤二（しば ようじ）
声 - NARU
主人公。共に葵学園へ通うも、顔を合わせればいがみ合うみさおとは幼馴染で、柴進一は兄に当たる。容姿は著しく兄と似ていない。不真面目そうな外面とは裏腹に、内心にはみさおへの想いを秘めている。それゆえ、物語序盤では思い出作りに兄から借りたデジタルカメラを園内へ持ち込んでみさおに通報され、先生に説教されている。
裏設定では実父は沢越止となっているが、作中で彼の名前は瑤二が幼少時に通った医師の名前でしか登場しない。
森 みさお（もり みさお）
声 - 上野みつき
ヒロイン。眼鏡っ娘。幼少時は瑤二と仲良しであったが、お医者さんごっこがきっかけで疎遠になり、現在では顔を合わせればいがみ合う関係。しかし、内心には瑤二への想いを秘めている。優等生であるため、瑤二の進学先とは別の学園への進学が決まっているが、ルートによっては瑤二と結ばれ、彼の子を身篭ることとなる。
沢越止とは、幼少時に面識がある。

## 主題歌
オープニングテーマ「Miss Twilight」
作詞：KIRIKO / 作曲、編曲：HIKO / 歌：KIRIKO
エンディングテーマ「愛のVENUS・恋のWINNER」
作詞、作曲：KIRIKO / 編曲：HIKO / 歌：unity

## 関連商品
MISS EACH OTHER OriginalSoundTrack
発売日：2004年5月7日 / レーベル：HOBiRECORDS
主題歌2曲とそのインスト版を含む全13曲を収録したアルバム。ジャケットイラストは西E田による描き下ろし。2010年現在は廃盤。
MISS EACH OTHER VISUAL MEMORIES
発売日：2004年9月1日 / 出版元：デジクロニクル
作品の紹介や攻略を掲載したムック本。表紙イラストは西E田による描き下ろし。2010年現在は絶版。ISBN 9784896135800

### ユニットメンバー
1. ↑  桜田えり、上野みつき